# 世田谷駐在刑事
『世田谷駐在刑事』（せたがやちゅうざいけいじ）は、濱嘉之による日本の小説。2009年11月14日号から2010年5月8・15日合併号まで、講談社の『週刊現代』に連載され、2010年6月19日に講談社より単行本が刊行された。2012年2月15日には、加筆、修正の上、『鬼手 世田谷駐在刑事・小林健』と改題して、講談社文庫版が発刊された。
「鬼コバ」の異名を持ち組織犯罪隊対策部の鬼刑事として知られる存在だったが世田谷区の街の駐在所勤務に転じた警官の活躍を描いた作品。2012年からTBS系で単発シリーズとしてテレビドラマ化されている。

## 書籍情報
- 単行本：講談社、2010年6月18日、ISBN 978-4-06-216280-7
- 文庫本：講談社文庫、2012年2月15日、ISBN 978-4-06-277197-9 【改題】『鬼手 世田谷駐在刑事・小林健』

## テレビドラマ
2012年から2015年までTBS系「月曜ゴールデン」で放送されたシリーズ。全3回。主演は哀川翔。

### あらすじ
東京都の高級住宅街、成城にある「成城南駐在所」に勤務する警察官、小林健は家族思いで地域のために勤める駐在さん。彼はかつて特殊警棒1つでどんな危険な現場にも立ち向かい同僚や悪党に「オニコバ（鬼の小林）」と呼ばれていた伝説の刑事だった。その過去を捨て家族と共に過ごしていた小林だが駐在所の管内で殺人事件が発生する。小林はかつての上司、神代管理官たっての頼みで再び特殊警棒を手に凶悪犯罪へと立ち向かってゆく。

### キャスト

#### 小林家
小林健（こばやし たけし）
演 - 哀川翔
経歴：警視庁捜査一課
→ 世田谷中央警察署成城南駐在所
元刑事。階級は警部補で7年前、自分の行動で同僚・加藤を死なせた贖罪の意識から、拳銃を持たず特殊警棒一本で犯人に身一つで立ち向かうようになり、警察内部や悪党の間で「オニコバ（鬼の小林）」と恐れられるようになる。しかし、ある事件で被弾し、家族のそばにいられるように駐在所勤務に転じる。警視庁の拳銃保管庫には「命に過ぎたる宝なし」と刻まれた小林専用の特殊警棒がある。
小林陽子（こばやし ようこ）
演 - 羽田美智子
小林の妻。亡き同僚・加藤の妻で加藤亡き後小林に支えられ、再婚する。現在、小林家は世田谷中央警察署成城南駐在所で生活している。
小林修平（こばやし しゅうへい）
演 - 山崎竜太郎（1、2）、池田優斗（3）
陽子の連れ子。継父である小林のことを「ボス」と呼んでいる。第1作で犯人に拉致されるも小林に救出される。
「鬼コバ」と呼ばれていた時代の父を知らず、救出された時も全くの別人だと思っていた。

#### 警視庁世田谷中央警察署
山吹昭夫（やまぶき あきお）
演 - ベンガル
刑事。
小石川（こいしかわ）
演 - 山中崇
刑事。山吹の部下。小石川は小林が刑事時代に担当していた祖師谷の不動産業者殺人事件の手伝いをしたことがあり、小林が駐在所勤務になってからも敬意を表している（第1作）。
橘
演 - 石川伸一郎（2、3）
刑事。山吹の部下。

#### 警察関係者
神代哲也（くましろ てつや）
演 - 嶋田久作
捜査一課の管理官。階級は警視。小林の元上司で彼の実力を高く評価しており、武器を持った犯罪グループなどの検挙の際に小林の手を借りる。第1作で小林に復帰の話を持ち掛けるも固辞されている。
藤井
演 - 宮本大誠（1、3）
警視庁刑事。神代の運転手。
五十嵐光男（いがらし みつお）
演 - 正名僕蔵
地域課係長。階級は警部補。パトカーで駐在所を訪れ巡視（異常の有無の報告）にくる。
気になる異性ができ、小林夫婦に相談したこともある。

#### その他
三田千代子（みた ちよこ）
演 - 大島蓉子
近所の住民。よく世田谷中央警察署成城南駐在所に訪れる。
沢村篤（さわむら あつし）
演 - 中根徹（1、3）
生化学第二研究室の研究員。小林の知人。
鈴井（すずい）
演 - 浅見小四郎（1、2）
ホームレス。

#### ゲスト
第1作（2012年）
- 浜野真彦（彩の恋人） - 辻本祐樹
- 浜野真一（浜野グループ 社長） - 五代高之
- 浜野君江（真彦と真里菜の母） - 宮田早苗
- 成田史也（成田と亜希子の長男） - 落合モトキ
- 三田村彩（浜野家に住み込みの介護家政婦） - 水谷妃里
- 柴田晃（無職） - 清水良太郎
- 浜野紀子（真一の母・認知症） - 野口ふみえ
- 森雄三郎（ホームレス） - 沼田爆
- 棚橋（闇ブローカーの胴元） - 永倉大輔
- 中岡 - 越村公一
- 加藤（小林の同僚刑事・陽子の夫・故人） - 二反田雅澄
- 井本（鑑識） - 加藤満
- 夏美（PTA役員） - 杏野さや
- 雅代（PTA役員） - 大田沙也加
- 闇ブローカーの側近 - 殺陣剛太
- 木下 - 古川健
- 浜野真里菜（真彦の妹・修平のクラスメイト） - 畑芽育
- 成田亜希子（成田の妻） - 多岐川裕美
- 成田郁夫（医師） - 篠田三郎
- その他 - 山中猛、長坂周、羽田沙織

第2作（2014年）
- 三島慶市（レストランミシマのオーナー） - 大高洋夫
- 田口瞳（女優・三島の妻） - 筒井真理子
- 三島真吾（三島と瞳の息子） - 佐野和真（幼少期：石田竜輝）
- 吉永辰夫（アパートの独居老人） - 樋浦勉
- 妹尾（警視庁刑事・神代の運転手） - 川本淳市
- 秋子（吉永の隣人） - 大草理乙子
- 藤波慎吾（金物屋の店員） - 中脇樹人
- 今田（鑑識課員） - 飯野雅彦
- 宮田（ひったくり犯） - 永井裕久
- 郷原（西田の仲間） - 鈴木勝吾
- 細川（西田の仲間の金髪） - 鈴木龍之介
- 西田守（自称ミュージシャン） - 植田健
- 記者 - 杉本泰郷
- チンピラ - 蒲池貴範
- 鈴木一生（修平の同級生） - 加藤翼
- 益岡由美（ケーキ店店員・五十嵐が交際している女性） - 安藤聖
- 益岡正也（由美の父・20年前犯罪を犯し千葉北刑務所に服役していた） - 北見敏之
- 佐々木正代（三島家の家政婦） - 烏丸せつこ
- その他 - 岡けんじ、小森琴世

第3作（2015年）
- 武藤満（真由子の弟） - 山口翔悟（小学生：伊藤悠翔）
- 高森梓（宗一郎の妻） - 黒坂真美
- 高森宗一郎（正宗の長男・高森精機 副社長） - 小林高鹿
- 高森裕次郎（正宗の次男） - 西興一朗
- 高森香織（正宗の長女・宗一郎と裕次郎の妹） - 宮下ともみ
- 甲田純一（ケアハウス「あさぎの里」従業員） - 瀬川亮
- 道重（危険ドラッグの密売人） - 保科光志
- 危険ドラッグの常習者 - 三嶋亮太
- 村本（危険ドラッグの密売人） - 山中猛
- 鉄工場社長 - 坂口進也
- 小宮（刑事） - 柾賢志
- 事件の通報者 - 中山雄介
- 大谷文雄（大谷文雄法律事務所 弁護士・高森家の顧問弁護士） - 長谷川朝晴
- 武藤静江（真由子と満の母・認知症） - 高林由紀子
- 高森正宗（高森精機 社長） - 山本學
- 武藤真由子（訪問看護師） - 遊井亮子（高校生：河内美里）

### スタッフ
- 原作 - 濱嘉之「鬼手 世田谷駐在刑事・小林健」（講談社文庫）
- 脚本 - 安井国穂、藤原健彦
- 監督 - 村松弘之（1）、坂梨公紀（2.3）
- 技斗 - 深作覚
- 操演 - TAKE-ONE（1.2）、パイロテック（3）
- 技術協力 - ビデオフォーカス
- 美術協力 - 京映アーツ
- ポスプロ - 汐留スタジオ
- プロデューサー - 内丸摂子
- 編成担当 - 藤岡繁樹（1）、曹琴袖（2）、永山由紀子（3）
- 製作 - 東阪企画、TBS

### 放送日程
| 話数 | 放送日        | サブタイトル | 脚本              | 監督     | 視聴率 |
| ---- | ------------- | --- | ----------------- | -------- | ------ |
| 1    | 2012年6月18日 | 鬼コバと恐れられた刑事が世田谷の駐在に！高級住宅街に渦巻く嘘と裏切り… 消えた息子が目撃した衝撃的真実！その意外な結末とは | 安井国穂          | 村松弘之 | 13.3%  |
| 2    | 2014年4月07日 | 高級住宅街にうず巻く見栄と欲望…紙袋に2千万円！父が隠し通した衝撃的真実とは                                               | 安井国穂          | 坂梨公紀 | 10.8%  |
| 3    | 2015年8月10日 | 〜狙われた警察官〜セレブな街の凶悪殺人 復讐するから金をくれ 男が忘れた過去の罪!! 人生を狂わされた姉弟 悲しい歌声の真相は | 安井国穂 藤原健彦 | 坂梨公紀 |        |

- 視聴率はビデオリサーチ調べ、関東地区・世帯

### 原作からの設定変更点
- 健の立場は所轄への異動にあたっての上層部の判断で駐在所勤務と組織犯罪対策課の係長を兼任する設定だったが、ドラマ版では前職は組織犯罪対策部から刑事部捜査一課へ変更され、刑事課との兼任も無く刑事課長や地域課の係長からも疎まれる存在に変更されている。
- 陽子の健との再婚（健は初婚である）は陽子の父が警察幹部であったことなどからの政治的側面が強かったが、ドラマでは割愛されており、「死なせた部下の妻を奪った男」という悪評すら立っている。